# Serguei Boríssov
Serguei Boríssov   (Yasnogorsk, 25 de gener de 1983) Serguei Vladímirovitx Boríssov és un ciclista rus, especialista en la pista. Va participar en els Jocs Olímpics de 2012.

## Palmarès
- 2011
  -  Campió de Rússia en Velocitat per equips (amb Denís Dmítriev i Sergey Kucherov)

### Resultats a laCopa del Món en pista
- 2011-2012
  - 1r a Pequín, en Velocitat per equips